# Imma Piro
Imma Piro, all'anagrafe Immacolata Piro (Napoli, 8 dicembre 1956), è un'attrice italiana.

## Biografia
Ha esordito nel cinema nel film di Sergio Corbucci Il bestione, accanto a Giancarlo Giannini. E' attrice protagonista nel film di Vittorio Caprioli Vieni, vieni amore mio. Tra gli altri film da lei interpretati citiamo i cult: La banda del trucido, con Tomas Milian e Luc Merenda; La mazzetta, con Nino Manfredi e Ugo Tognazzi; Ecco noi per esempio, con Adriano Celentano e Renato Pozzetto; Fontamara, di Carlo Lizzani con Michele Placido; Scugnizzi, di Nanni Loy; Il posto dell'anima, di Riccardo Milani; Assunta Spina, di Riccardo Milani; Il caso Dozier; Viva l'Italia, di Massimiliano Bruno; Rosa Pietra Stella, di Marcello Sannino e altri.
Nel 1993 prende parte al film di Aurelio Grimaldi La ribelle, nel quale interpreta la madre siciliana di Penelope Cruz. Negli anni novanta lavora in alcune pellicole all'estero: Tchass, una co-produzione svizzera-austro-tedesca, per la regia di Daniel Helfer, al quale fa seguito Slaughter of the Cock, pellicola girata tra Cipro, Dubai e Damasco, sotto la direzione di Andreas Pantzis, accanto a Seymour Cassel e Valeria Golino.
Alla fine degli anni settanta ha debuttato in televisione con la regia di Citto Maselli nello sceneggiato a puntate Tre operai (1978), a cui sono seguiti vari lavori sulle reti Rai e Mediaset, tra cui: Donne armate, di Sergio Corbucci; Compagni di scuola, di Tiziana Aristarco e Claudio Norza, con Massimo Lopez e Riccardo Scamarcio; Orgoglio 1-2-3 una serie con Elena Sofia Ricci e Daniele Pecci regia Vittorio De Sisti e Giorgio Serafini; Un difetto di famiglia con Lino Banfi e Nino Manfredi. 
Nel 1981 ha debuttato in teatro con Eduardo De Filippo in La donna è mobile, rimanendo fino al 1987 nel ruolo di prima attrice accanto al figlio Luca De Filippo.
Ha lavorato nel 1982 con e sotto la direzione di Carlo Cecchi in un testo di Anton Čechov: Ivanov, con Anna Bonaiuto. Con Sergio Fantoni nella stagione teatrale 1988-89, in Purché tutto resti in famiglia, una black comedy di Alan Ayckbourn. Con Nello Mascia, sotto la direzione di Maurizio Scaparro, ha interpretato il ruolo di Clara protagonista del Fatto di cronaca, di Raffaele Viviani, debuttando nel 1987 al Festival dei Due Mondi; sempre per la regia di Scaparro, fu ripreso da Rai 2 nel 1992 per la trasmissione Palcoscenico 92. 
Nel 2005, sotto la direzione di Franco Però, ha interpretato Adelaide, un testo teatrale di Fortunato Calvino rappresentato al Teatro Nuovo di Napoli, premio Girulà 2006. Da ricordare anche la sua interpretazione nel ruolo di Amalia Iovine nella messa in scena di Francesco Rosi di Napoli Milionaria!, dove dopo 18 anni torna accanto a Luca De Filippo, premio Salvo Randone 2007.
Ha ruoli da comprimaria in fiction televisive di successo come Il capo dei capi; Intelligence - Servizi & segreti; Il tredicesimo apostolo e I bastardi di Pizzofalcone, prima stagione, regia di Carlo Carlei.
Nel 2021 partecipa alla serie inglese Signora Volpe, mentre nel 2022 recita nella seconda stagione di Mina Settembre.

## Teatro
- 'A fortuna 'e Pulicenella, tratto da Pulcinella che và truvanno 'a fortuna soja pè Napule di Pasquale Altavilla, regia di Eduardo De Filippo (1981)
- La donna è mobile, di Vincenzo Scarpetta, regia di Eduardo De Filippo (1981)
- Ivanov, di Anton Čechov, regia di Carlo Cecchi (1982)
- Ditegli sempre di sì, di Eduardo De Filippo, regia di Eduardo De Filippo (1982)
- Bene mio e core mio, di Eduardo De Filippo, regia di Eduardo De Filippo (1983)
- Chi è cchiu' felice 'e me!, di Eduardo De Filippo, regia di Eduardo De Filippo (1984)
- Uomo e galantuomo, di Eduardo De Filippo, regia di Luca De Filippo (1985)
- La tempesta, di William Shakespeare, regia di Eduardo De Filippo (1985)
- 'O scarfalietto, di Eduardo Scarpetta, regia di Armando Pugliese (1986)
- Don Giovanni, di Molière, regia di Luca De Filippo (1986)
- Fatto di cronaca, di Raffaele Viviani, regia di Maurizio Scaparro (1987)
- Purché tutto resti in famiglia, di Alan Ayckbourn, regia di Franco Però (1989)
- ...E i topi ballano - Rebellazione!, di Mattia Sbragia, regia di Mattia Sbragia (1992)
- La sesta casa, regia di Salvo Caggiola (1992)
- Serata napoletana, regia di Renzo Arbore (1993)
- Il mastino di Baskerville, tratto dall'omonimo romanzo di Arthur Conan Doyle, regia di Patrick Rossi Gastaldi (1994)
- Se cantar mi fai d'amore, di Annibale Ruccello, regia di Enrico Maria Lamanna (1997)
- Don Rafele 'o trumbone, di Peppino De Filippo, regia di Silvio Orlando (1998-1999-2000)
- Cupido scherza e spazza, di Peppino De Filippo, regia di Silvio Orlando (1998-1999-2000)
- Omaggio a Totò, regia di Imma Piro (1998)
- Napoli milionaria!, di Eduardo De Filippo, regia di Francesco Rosi (2005-2006)
- Adelaide, di Fortunato Calvino, regia di Franco Però (2005)
- Madreluna, regia di Fortunato Calvino (2009)
- Serata d'amore (Omaggio ad Annibale Ruccello), regia di Enrico Maria Lamanna (2012)
- Vico Sirene, di Fortunato Calvino, regia di Enrico Maria Lamanna (2014)
- 'O scarfalietto, di Eduardo Scarpetta, regia di Imma Piro (2015)
- L'anima sotto la città, regia di Leonardo Petrillo (2016)
- NOI di Francesco Olivieri (2020)

## Filmografia

### Cinema
- Il bestione, regia di Sergio Corbucci (1974)
- Vieni, vieni amore mio, regia di Vittorio Caprioli (1974)
- Giovannino, regia di Paolo Nuzzi (1975)
- La banda del trucido, regia di Stelvio Massi (1976)
- Una vita venduta, regia di Aldo Florio (1976)
- Ecco noi per esempio..., regia di Sergio Corbucci (1977)
- La mazzetta, regia di Sergio Corbucci (1978)
- Razza selvaggia, regia di Pasquale Squitieri (1979)
- Fontamara, regia di Carlo Lizzani (1980)
- Il pentito, regia di Pasquale Squitieri (1985)
- Scugnizzi, regia di Nanni Loy (1989)
- Cominciò tutto per caso, regia di Umberto Marino (1992)
- La ribelle, regia di Aurelio Grimaldi (1993)
- Tschäss, regia di Daniel Helfer (1993)
- La strage del gallo (I sfagi tou kokora), regia di Andreas Pantzis (1994)
- Auguri professore, regia di Riccardo Milani (1996)
- Per tutto il tempo che ci resta, regia di Vincenzo Terracciano (1997)
- Voci, regia di Franco Giraldi (2001)
- Il posto dell'anima, regia di Riccardo Milani (2002)
- Prova a volare, regia di Lorenzo Cicconi (2003)
- Balletto di guerra, regia di Mario Rellini (2004)
- Vicino al fiume, regia di Carlo Marcucci (2004)
- Come trovare nel modo giusto l'uomo sbagliato, regia di Salvatore Allocca (2010)
- Amore Nero, regia di Raoul Bova (2011)
- Pauline Detective, regia di Marc Fitoussi (2012)
- Viva l'Italia, regia di Massimiliano Bruno (2012)
- L'ospedale delle bambole, regia di Francesco Felli – cortometraggio (2013)
- Madre di Pietà (short) 2013 regia di Mimmo Calopresti
- Canile, regia di Massimiliano D'Agostino – cortometraggio (2014)
- La settima onda, regia Massimo Bonetti (2015)
- Un nuovo giorno, regia di Stefano Calvagna (2016)
- Rosa Pietra Stella, regia di Marcello Sannino (2020)
- Per tutta la vita, regia di Paolo Costella (2021)
- Grazie ragazzi, regia di Riccardo Milani (2021)
- La caccia, regia di Marco Bocci (2022)
- Unthinkably Good Things, regia di Terry J.Vaughn (2022) produzione Disney e Cattleya[senza fonte]
- Dove osano le cicogne, regia di Fausto Brizzi(2025)

### Televisione
- Tre operai, regia di Citto Maselli – miniserie TV (1980)
- Il fascino dell'insolito – serie TV, episodio 1x03 (1980)
- La segnorina, regia di Pasquale Squitieri – film TV (1983)
- Turno di notte – serie TV, episodio 1x11 (1987)
- Il commissario Corso – serie TV, episodio 1x08 (1991)
- Donne armate, regia di Sergio Corbucci – miniserie TV (1991)
- Una storia italiana, regia di Stefano Reali – miniserie TV (1992)
- I padri della patria – serie TV (1992)
- Un commissario a Roma – serie TV, episodio 1x01 (1993)
- Il caso Dozier, regia di Carlo Lizzani – film TV (1993)
- Donna – miniserie TV (1996)
- Il maresciallo Rocca – serie TV, episodio 1x08 (1996)
- Il conto Montecristo, regia di Ugo Gregoretti – miniserie TV (1997)
- Mio padre è innocente, regia di Vincenzo Verdecchi – miniserie TV (1997)
- I giudici - Excellent Cadavers, regia di Ricky Tognazzi – film TV (1999)
- Valeria medico legale – serie TV (2000)
- Gli amici di Gesù - Giuseppe di Nazareth, regia di Raffaele Mertes e Elisabetta Marchetti – film TV (2000)
- Tequila & Bonetti – serie TV (2000)
- Don Matteo – serie TV, episodio 1x08 (2000)
- Ama il tuo nemico 2, regia di Damiano Damiani – miniserie TV (2001)
- L'impero, regia di Lamberto Bava – miniserie TV (2001)
- Compagni di scuola – serie TV, 26 episodi (2001)
- Un difetto di famiglia, regia di Alberto Simone – film TV (2002)
- Orgoglio – serie TV (2004-2006)
- La omicidi, regia di Riccardo Milani – miniserie TV (2004)
- Assunta Spina, regia di Riccardo Milani – miniserie TV (2006)
- Maria Montessori - Una vita per i bambini, regia di Gianluca Maria Tavarelli – miniserie TV (2007)
- Il capo dei capi, regia di Enzo Monteleone e Alexis Sweet – miniserie TV (2007)
- L'ultimo padrino, regia di Marco Risi – miniserie TV (2008)
- Distretto di Polizia, regia di Alessandro Capone – serie TV, episodio 8x10 (2008)
- Un caso di coscienza – serie TV, 4 episodi (2008-2009)
- Intelligence - Servizi & segreti – serie TV, episodi 1x01, 1x06 (2009)
- Due imbroglioni e... mezzo!, regia di Franco Amurri – miniserie TV (2010)
- Il delitto di via Poma, regia di Roberto Faenza – film TV (2011)
- Mai per amore – serie TV 1x02 (2012)
- Il tredicesimo apostolo – serie TV (2012 - 2014)
- Anna e Yusef, regia di Cinzia TH Torrini – miniserie TV (2015)
- Non dirlo al mio capo – serie TV (2016)
- I bastardi di Pizzofalcone – serie TV, 6 episodi (2017)
- Mina Settembre, regia Tiziana Aristarco – serie TV (2022)
- Signora Volpe 1, regia di Dudy Appleton e Mark Brozel  (2022) Sky, Canale 5, BBC
- Signora Volpe 2 regia Bindu De Stoppani e Declan Recks Sky, BBC NY e UK

## Programmi televisivi
- Odeon. Tutto quanto fa spettacolo, regia di Alberto Lattuada (1976)

## Prosa televisiva Rai
- Fatto di cronaca di Raffaele Viviani, regia di Maurizio Scaparro, trasmesso il 31 agosto 1992.

## Pubblicità
- Kellogs, Texaco, Meetic.it, Birra Ichnusa, Barocco Parfum

## Radio
- Indovina chi viene a pranzo - Radio Rai (1998)
- La storia della mia vita - Radio Rai (1998)